# Mithrax bellii
Mithrax bellii is een krabbensoort uit de familie van de Mithracidae. De wetenschappelijke naam van de soort is voor het eerst geldig gepubliceerd in 1856 door Gerstaecker.